# PTPN11
Le PTPN11 (pour « Tyrosine-protein phosphatase non-receptor type 11 »), ou SHP2, est une protéine tyrosine phosphatase. Son gène est le PTPN11 situé sur le chromosome 12 humain.

## Rôles
Il comporte deux domaines SH2. Ces derniers bloquent l'activité phosphatase de la molécule s'ils sont libres. S'ils sont activés, ils libèrent le site phosphatase permettant son action enzymatique.
Il régule la voie du phosphatidylinositol-3-phosphate.

## En médecine
Une mutation du gène est retrouvée dans un cas de syndrome de Noonan sur deux ainsi que dans plusieurs cancers. Ces mutations entraînent une augmentation variable (suivant la mutation) de l'activité phosphatase, prolongeant le signal ERK2/MAPK1 facilitant une prolifération cellulaire. Des mutations sont également retrouvées dans le syndrome LEOPARD.